# Comuna de Dębowa Kłoda
Dębowa Kłoda (polaco: Gmina Dębowa Kłoda) é uma gminy (comuna) na Polónia, na voivodia de Lublin e no condado de Parczewski. A sede do condado é a cidade de Dębowa Kłoda.
De acordo com os censos de 2004, a comuna tem 3974 habitantes, com uma densidade 21,1 hab/km².

## Área
Estende-se por uma área de 188,29 km², incluindo:
- área agricola: 60%
- área florestal: 30%

## Demografia
Dados de 30 de Junho 2004:
|                      | Total   | Total | Mulheres | Mulheres | Homens  | Homens |
| -------------------- | ------- | ----- | -------- | -------- | ------- | ------ |
|                      | pessoas | %     | pessoas  | %        | pessoas | %      |
| População            | 3974    | 100   | 2021     | 50,9     | 1953    | 49,1   |
| Densidade (pop./km²) | 21,1    | 100   | 10,7     | 10,7     | 10,4    | 10,4   |

De acordo com dados de 2002, o rendimento médio per capita ascendia a 1649,55 zł.

## Subdivisões
- Bednarzówka, Białka, Chmielów, Dębowa Kłoda, Hanów, Kodeniec, Korona, Krzywowierzba-Kolonia, Leitnie, Lubiczyn, Makoszka, Marianówka, Nietiahy, Pachole, Plebania Wola, Stępków, Uhnin, Wyhalew, Zadębie, Żmiarki.

## Comunas vizinhas
- Jabłoń, Parczew, Podedwórze, Sosnowica, Stary Brus, Uścimów, Wyryki